# Svetlana Kuznetsova
Svetlana Aleksandrovna Kuznetsova (på ryska: Светла́на Алекса́ндровна Кузнецо́ва), född 27 juni 1985 i Leningrad, är en rysk tennisspelare.

## Tenniskarriären
Kuznetsova blev professionell tennisspelare 2000 och har vunnit nio WTA-turneringar i singel och tretton i dubbel.
Hon vann US Open 2004 genom finalseger över Jelena Dementieva (6-3, 7-5). Hon har spelat singelfinal i Franska öppna (2006) och ytterligare en gång i US Open (2007). Båda dessa finaler förlorade hon mot Justine Henin.
I juni 2009 nådde Kuznetsova åter singelfinalen i Franska öppna som hon spelade mot ryskan Dinara Safina. Genom sitt kraftfulla spel vann hon enkelt matchen med 6-4, 6-2. På vägen till finalen besegrade hon Serena Williams i en mycket jämn kvartsfinal. I semifinalen besegrade hon turneringens överraskning, australiskan och dubbelspecialisten Samantha Stosur.
Hon deltog i olympiska sommarspelen 2004, 2008 och 2016.

## Spelaren och personen
Svetlana Kuznetsova började spela tennis i sin födelsestad, men flyttade sedan till Spanien och Emilio Sánchez tennisakademi. Hon är fortfarande bosatt i Spanien delar av året och tränas av tränare från samma akademi.
Kuznetsova är en kraftfull spelare som baserar sitt spel på hårda servar och effektiva grundslag, framförallt från forehandsidan.

## Grand Slam-finaler, singel

### Titlar (1)
| År   | Mästerskap    | Finalmotståndare  | Setsiffror |
| 2004 | US Open       | Jelena Dementieva | 6-3, 7-5   |
| 2009 | Franska öppna | Dinara Safina     | 6–4, 6–2   |

### Finalförluster (2)
| År   | Mästerskap    | Finalmotståndare | Setsiffror |
| 2006 | Franska öppna | Justine Henin    | 6-4, 6-4   |
| 2007 | US Open       | Justine Henin    | 6-1, 6-3   |